# Axel Glanz
Axel Glanz (* 21. Dezember 1962 in Frankfurt am Main) ist ein deutscher Unternehmensberater, Autor und Unternehmer.

## Ausbildung
Nach dem Abitur studierte Axel Glanz Volks- und Betriebswirtschaftslehre in Marburg, Frankfurt am Main und Santo Domingo. Anschließend arbeitete er als wissenschaftlicher Assistent am Institut für Kapitalmarktforschung an der Johann Wolfgang Goethe-Universität in Frankfurt am Main. 1991 promovierte er zum Thema Ökonomie von Standards zum Doktor der Wirtschaftswissenschaften an der Johann-Wolfgang Goethe-Universität Frankfurt am Main bei Werner Meißner.

## Beruf und Karriere
Nach der Promotion begann er 1991 seinen beruflichen Werdegang bei der Strategieberatung MSU in Bad Homburg. Während dieser Zeit als Consultant beriet er deutsche Automobil-, Telekommunikations- und Medienunternehmen. 1994 wechselte er zur Unternehmensberatung Diebold in Eschborn. Er war dort verantwortlich für den Bereich Medien- und Digital Business  und wurde 1999 zum Partner bestellt. Im Januar 2000 gründete er mit weiteren Partnern die Active Film AG, eine Gesellschaft, an der sich Gruner und Jahr und die Dresdner Bank beteiligten. 2002 schied er als Vorstand aus. Er ist Geschäftsführer der Innovationen Institut GbR in Frankfurt am Main.

## Familie
Glanz ist seit 1991 mit Diana Feldmann verheiratet. Die beiden haben zwei erwachsene Kinder und leben in Frankfurt am Main.

## Publikationen
- Innovation und Wachstum. In: Thomas Schildhauer, Matthias Braun, Matthias Schulze, Carsten Schulze, Carsten Busch (Hrsg.): Business Innovation Management. 2004, ISBN 3-938358-00-9.
- Standardisierung in der Computerindustrie. In: Manfred Tietzel (Hrsg.): Ökonomik der Standardisierung. ISBN 3-89265-019-5.
- Prognosen zur Multimediamarktentwicklung. In: Sofia Blind, Gerd Hallenberger: Technische Innovation und die Dynamik der Medienentwicklung. ISSN 0933-5412.
- Ökonomie von Standards. Wettbewerbsaspekte von Kompatibilitäts-Standards dargestellt am Beispiel der Computerindustrie. 1993, ISBN 3-631-45425-2.
- mit Carsten Gundlach und Jens Gutsche (Hrsg.): Die frühe Innovationsphase Methoden und Strategien für die Vorentwicklung. 2010, ISBN 978-3-939707-50-9.
- mit Thorsten Lambertus: Kulturelle und kommunikative Voraussetzungen für Open Innovation. In: Serhan Illi (Hrsg.): Open Innovation umsetzen Düsseldorf. 2010, ISBN 978-3-939707-75-2.

- mit Oliver Jung: Machine-to-Machine-Kommunikation. ISBN 978-3-593-39224-0.
- mit Marc Büsgen: Machine-to-Machine-Kommunikation. 2. Auflage, ISBN 978-3-593-39896-9.

- Augmented Reality in der Industrie 4.0. In: Arndt Borgmeister, Alexander Grohmann, Stefan F. Gross (Hrsg.): Smart Services und Internet der Dinge. 2017, ISBN 978-3-446-45184-1.
- mit Thomas M. Deserno: Wenn das Auto den Arzt ersetzt: Medizinisches und ökonomisches Potential von Automotive Health in: Heike Proff: Transforming Mobility - What Next?, 2021 ISBN 978-3-658-36429-8, ISBN 978-3-658-36430-4 (E-Book).